# Bathyspondylus
Bathyspondylus es un género extinto de plesiosaurio del Jurásico Superior que vivió en lo que ahora es Gran Bretaña. Fue descrito por primera vez en 1982 de una muestra encontrada originalmente en 1774, conservada en el Museo de Wiltshire.
Debido a que sólo se conoce por sus vértebras fósiles (y muy pocas de ellas han sido recuperadas), los paleontólogos no están completamente seguros de la taxonomía de Bathyspondylus, y la familia a la que pertenece no se conoce actualmente. La única especie conocida es la especie tipo B. swindoniensis, que fue descrita a partir del mismo material que el género.
El nombre del género Bathyspondylus es un compuesto de dos raíces griegas: βαθυς (Bathys) "profundo" y σπονδυλος, spondylos (vértebra) '. Por lo tanto, se puede traducir como "vértebra profunda". El nombre de la especie B. swindoniensis se refiere a la ciudad de Swindon, en Wiltshire, cerca de la cual el espécimen del holotipo fue descubierto.
Bathyspondylus tenía un conjunto de centros de vértebras bastante profundas con respecto a su longitud, como su nombre (el término griego para profundas vértebras) podría sugerir. Las propias vértebras son cortas en vista anterior y posterior y pueden ser planas o cóncavas en las terminaciones de sus caras.El holotipo parece tener características tanto de los pliosauroides como de los plesiosauroides incorporadas a sus huesos.

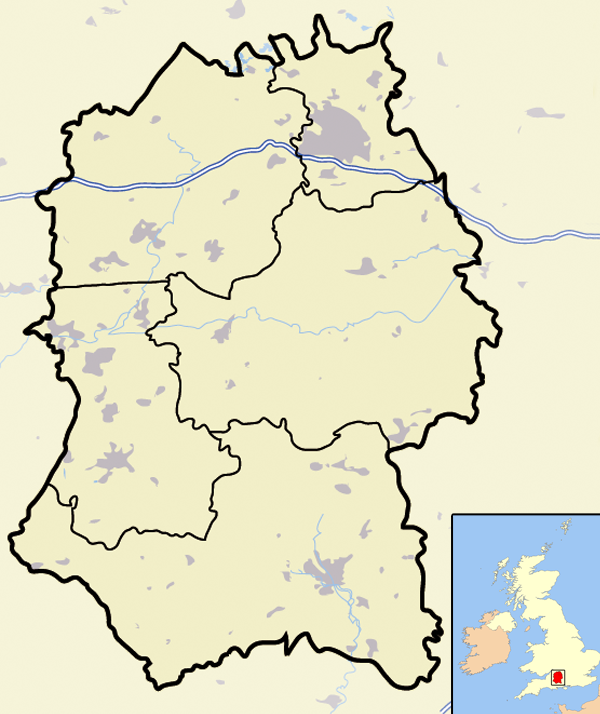
Mapa de Wiltshire, Inglaterra. Los primeros fósiles de Bathyspondylus fueron hallados cerca de Swindon en el norte.

Los primeros fósiles fueron descubiertos cerca del norte de Inglaterra. Vivió durante la fase faunística del Kimmeridgiense del período Jurásico, que ocurrió alrededor de hace 155 hasta 150 millones de años atrás.